# Bhangra

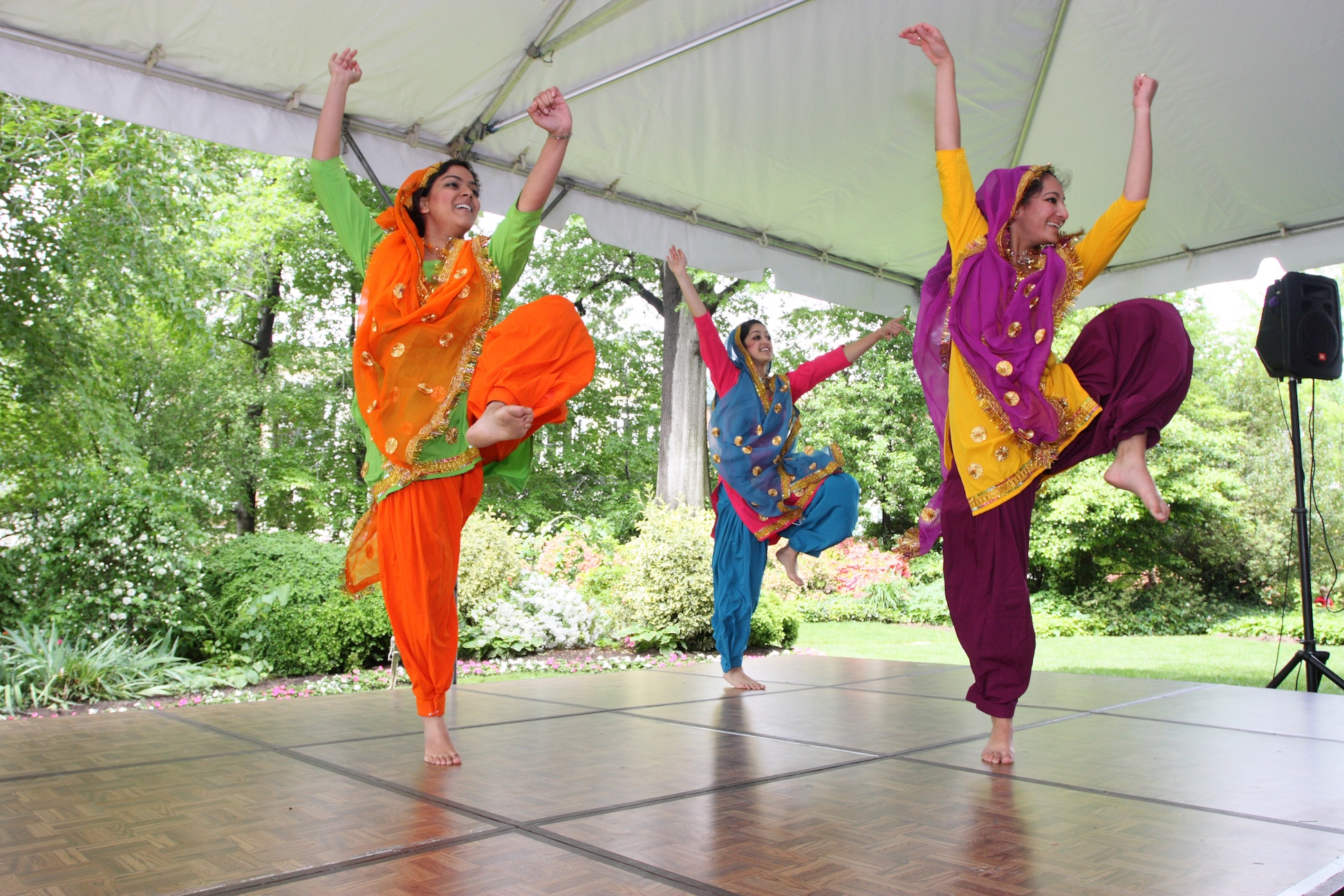
Taniec bhangra

Bhangra (język pendżabski: ਭੰਗੜਾ trb. [pə̀ŋgɽäː]) – rodzaj muzyki i tańca pochodzący z Pendżabu. Pierwotnie rodzaj tańca wykonywanego przez rolników podczas Waisakhi, pendżabskiego święta wiosny.
Współcześnie tą nazwą określa się też odmiana muzyki pop, będącą połączeniem różnych elementów zachodniego rocka i tradycyjnej pendżabskiej muzyki.